# دهستان بالابند
بالابند، دهستانی است از توابع بخش مرکزی شهرستان فریمان در استان خراسان رضوی.

## جمعیت
جمعیت این دهستان بر اساس سرشماری سال ۱۳۸۵ جمعیت آن (1909 خانوار) 8501 نفر 
می باشد.